# Metallitotuus
Metallitotuus är det finska bandet Teräsbetonis debutalbum. Titeln betyder "metallsanningen", vilket syftar på heavy metals inre väsen.

## Låtförteckning
1. Teräsbetoni (5:54) (Ahola)
2. Älä Kerro Meille (3:29) (Ahola)
3. Taivas Lyö Tulta (3:21) (Ahola)
4. Vahva Kuin Metalli (3:02) (Järvinen)
5. Silmä Silmästä (3:41) (Rantanen)
6. Metallisydän (5:27) (Ahola)
7. Orjatar (3:11) (Ahola)
8. Tuonelaan (3:33) (Ahola)
9. Metallitotuus (4:30) (Järvinen)
10. Voittamaton (3:50) (Ahola)
11. Teräksen Varjo (4:32) (Rantanen)
12. Maljanne Nostakaa (6:05) (Järvinen)

## Medlemmar
- J. Ahola - sång, bas
- A. Järvinen - gitarr
- V. Rantanen - gitarr
- J. Kuokkanen - trummor